# グエン・ティ・トゥ・ニ
グエン・ティ・トゥ・ニ（ベトナム語: Nguyễn Thị Thu Nhi、1996年10月22日 - ）は、ベトナム・ホーチミン出身の女子プロボクサーである。第3代WBOアジア太平洋女子ミニマム級王者。第10代WBO女子世界ミニマム級王者。

## 来歴
2015年10月3日、ホーチミンにてキム・ボラ戦でデビューし勝利。
2019年8月25日、イム・チャンミに勝利し2連勝。
11月3日、Kannika BangnaraにTKOで3連勝。
2020年2月29日、カンボジアにてカニャラット・ヨーハンゴー（ タイ）とのWBOアジア太平洋女子ミニマム級王座決定戦に勝利を収め、ベトナム初のWBO王者になるとともに4月に韓国でWBO世界タイトルへの挑戦権を獲得した。
だが、新型コロナウイルス感染拡大の影響により世界戦は延期、その後9月27日にベトナムで宮尾綾香とのWBO女子世界ミニマム級王座決定戦の実施が発表されたが、これも延期となり、さらに宮尾と多田悦子の再戦に変更されたため世界初挑戦は流れてしまった。
2021年10月23日、韓国・安山にて多田悦子が持つWBO女子世界ミニマム級王座に挑戦し、3-0（96-94×3）の判定勝利でベトナム初の世界王者となった。
2022年9月8日、コスタリカ・サンホセにてIBF王者ヨカスタ・バジェとの王座統一戦を行うが、0-3（90-100×3）判定でプロ初黒星となり王座陥落。

## 戦績
- 6戦 5勝 (1KO) 1敗

## 獲得タイトル
- 第3代WBOアジア太平洋女子ミニマム級王座
- 第10代WBO女子世界ミニマム級王座